# Huntington (hrabstwo Hampshire)
Huntington – jednostka osadnicza w Stanach Zjednoczonych, w stanie Massachusetts, w hrabstwie Hampshire.